# NGC 5848
NGC 5848 = NGC 5841 ist eine 13,9 mag helle Linsenförmige Galaxie vom Hubble-Typ S0-a im Sternbild Jungfrau und etwa 56 Millionen Lichtjahre von der Milchstraße entfernt.
Sie wurde am 6. Mai 1862 von Heinrich d’Arrest entdeckt (geführt als NGC 5848); die Beobachtung von Albert Marth am 12. April 1864 führte unter NGC 5841 zum zweiten Eintrag im Katalog.